# دانیلو گائتا
دانیلو گائتا (انگلیسی: Danilo Gaeta؛ زادهٔ ۹ مارس ۱۹۹۹) بازیکن فوتبال است.
از باشگاه‌هایی که در آن بازی کرده‌است می‌توان به باشگاه فوتبال سالرنیتانا اشاره کرد.